# チャールズ・ブロドリック・バーナード
チャールズ・ブロドリック・バーナード（Charles Brodrick Bernard、? - 1890年1月31日）は、アイルランド国教会の主教。
第2代バンドン伯爵ジェイムズ・バーナードとキャシェル大主教チャールズ・ブロドリックの長女メアリー・スーザン・アルビニアの息子として生まれる。第3代バンドン伯爵フランシス・バーナードは兄である。ベリオール・カレッジで学び、1867年に第56代チュアム主教、第55代キララ主教、第56代アションリー主教に任命された。1890年1月31日任期中に死去した。
1843年にパーシー・エヴァンス＝フレークの娘ジェーン・グレース・ドロテア・エヴァンス＝フレークと結婚した。曾孫に第5代バンドン伯爵パーシー・バーナードがいる。